# الميثان في الغلاف الجوي للأرض

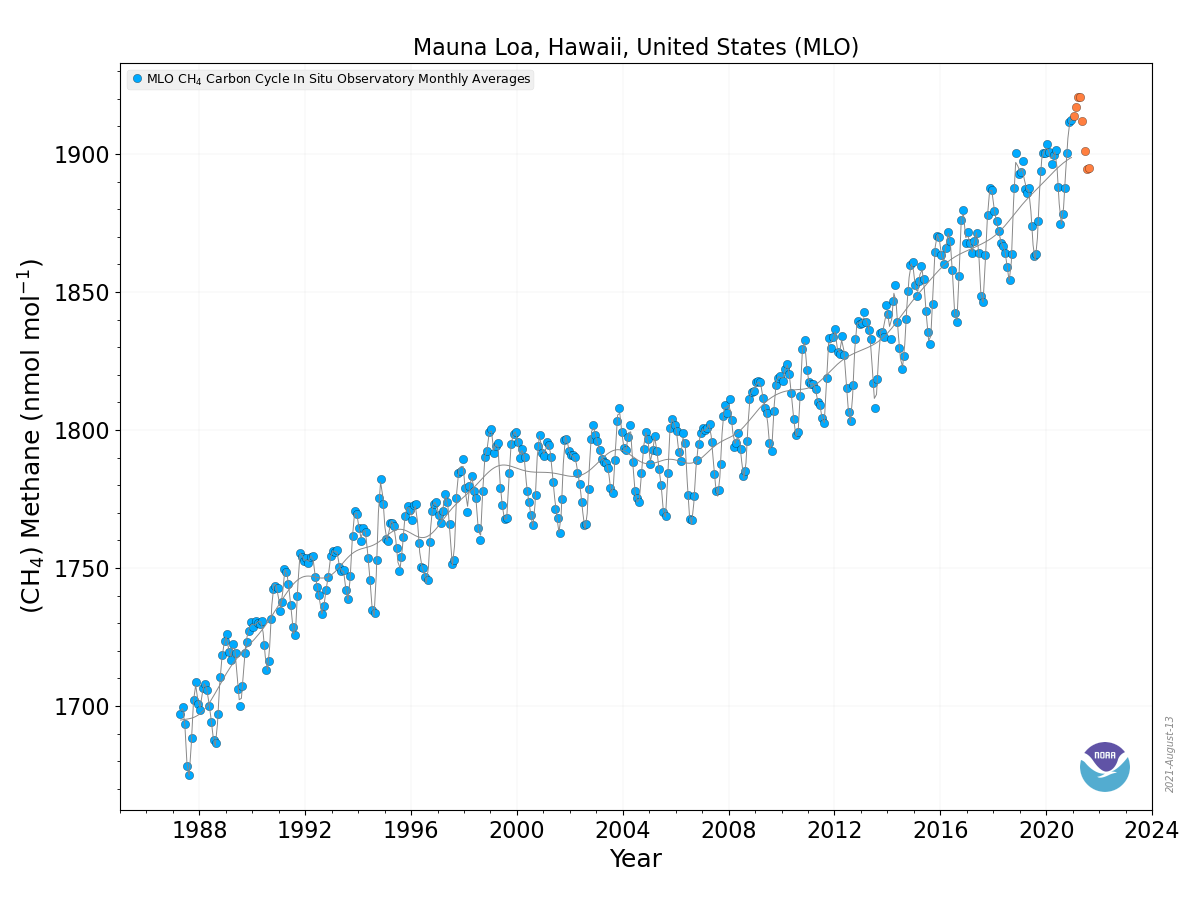

حصاد الأرز هو المصدر الوحيد والأكبر لاتصال الميثان بنشاطات الإنسان، وانبعاث الميثان من حقول الأرز قابل للازدياد مع ازدياد الطلب العالمي للغذاء.
في الأرز السيقان والأوراق تأخذ ثاني أكسيد الكربون الذي يتحول خلال عملية البناء الضوئي إلى سكر يستخدم لإنتاج المكونات المخزنة مثل مثل النشا في فسائل وجذور وحبوب الأرز.
الكربون الناتج من تحلل الجذور أو الذي يصدر مباشرة من الجذور إلى التربة على شكل سكر وأحماض أمينية وأحماض عضوية يمكن أن تحول عن طريق البكتيريا المحللة إلى ركائز (ثاني أكسيد الكربون، هيدروجين،خلات), في غياب الأكسجين تحول هذه الركائز إلى ميثان بواسطة بكتيريا الميثان.
يمكن للميثان أن يبقى بالتربة، ثم ينتقل إلى طبقات الجو من خلال الانتشار والانبعاث من نبات الأرز،
أو من الممكن أن تعترض عن طريق البكتيريا المستهلكة للميثان في الجذور أو طبقات التربة السطحية، هذه البكتيريا تستخدم الميثان كركيزة للأكسجين المطلوب لعملية التنفس أو لإنتاج ثاني أكسيد الكربون.
انبعاث الميثان من تربةالأرز يحدد عن طريق التوازن بين إنتاج الميثان وأكسدة البكتيريا للميثان وفاعلية الركائز الأخرى ونشاط البكتيريا للتنافس على هذه المكونات.
الجهود المبذولة لتخفيض قائمة انبعاث الميثان المرتبط بالأرز ركزت بشكل كبير على الممارسات الزراعية مثل: تنظيم الري واستخدام الأسمدة وطريقة حراثة المحاصيل، التي تغير الطرق البيئية لبكتيريا الميثان ومع ذلك فان هذه المقاييس تحتاج إلى عمالة كبيرة وتطبيقاتها متنوعة بين أنظمة الدول لحصاد الأرز.
في عام 2002 لوحظ أن أكبر كمية من الحبوب المحمولة على نبتة الأرز لها انبعاث أقل للميثان لأن الكربون المثبت في الحبوب لا يكون متاحا للبكتيريا الموجودة بالتربة لتحوله إلى ميثان.
هناك ملاحظات عالمية لتطبيق حل لتخفيف الميثان وهي: إنتاج نبات أرز يحتوي على نسبة عالية من الكربون في السيقان والحبوب بكمية أكبر من المحاصيل الحالية.
محاصيل هذه النباتات لن تقلل انبعاث الميثان فحسب يل سنحصل على كمية حبوب أكبر وذات قيمة غذائية عالية.
تم إنتاج اصناف من الأرز عن طريق نقل جينات من الشعير قادرة على إنتاج النشا في السيقان والبذور في الأرز، هذه الجينات تقود لإنتاج كمية عالية من النشا وبالتالي تكون كمية أكبر من السكر في هذه الاجزاء من النباتات.
هذا الارز المعدل وراثيا يلعب دورا مهما في إنتاج كمية بذور بمحتوى اعلى من النشا فيها وفي السيقان وبدون تغيير في مستوى النشا الموجود في الاوراق والجذور، مع انخفاض ملحوظ بالكتلة الحيوية للجذور.
عن طريق ملاحظة التعبير الجيني لعدد كبير من الجينات المسؤولة عن تحويل السكر إلى نشا، فقد تم تأكيد ذلك من خلال ادخال عناصر وراثية لها كفاءة عالية فقط في البذور والسيقان.
وهناك جهود وراثية كبيرة لتقليل انبعاث الميثان من نبات الأرز (SUSIBA2)بالمقارنة مع النباتات الموجودة في البيئة بشكل طبيعي.
تمت رؤية النقص في انبعاث الميثان من خلال نوعين من أرز (SUSIBA2) في ثلاث مناطق من الصين في ثلاث مواسم زراعية.
تم ايجاد عدد قليل من بكتيريا الميثان حول جذور أرز (SUSIBA2) وهذا يدل على أن عددا قليلا من النباتات تستمد الكربون كركيزة متاحة لبكتيريا الميثان.
أصبح هناك ظاهرة رائدة بأن كمية النشا العالية تقابلها كمية ميثان قليلة في نبات الأرز ومن أكثر الامور وضوحا ان أرز(SUSIBA2) المعدل جينيا يثير المخاوف البيولوجية والاخلاقية.
على المدى الطويل وتكرار قياسات انبعاث الميثان من النباتات الأرضية سواء من الأرز الطبيعي أو المعدل جينيا اللذان نحتاجهم لتقدير التأثير السنوي العالمي لانتشار هذه المحاصيل كم سيكون، ومقارنتها بالطرق الأخرى لانبعاث الميثان.
حتى أن الأكثر أهمية سيكون لتقدير المدى البعيد لنتيجة الكربون والاكسجين القليلة المدخلة عن طريق جذور أرز (SUSIBA2) خلال عمليات التربة والبكتيريا التي تحملهم.
وقد تم مؤخرا تبين ان تجمعات محددة للغاية من البكتيريا تحدث في وعلى وحول جذور الأرز وهذا لا يشمل جميع أعضاء النبتة الناضجة المستخدمة للكربون.
على المدى الطويل لنقصان الكربون المؤدي إلى نضوج الجذر فانه يمكن ان يؤثر على تكوين تجمعات تلك البكتيريا، مع نتائج غير معروفة لبكتيريا ممرضة أو مفيدة للنبات مثل البكتيريا التي تكون مواد عضوية وتوصل أغذية أساسية للنبتة.
لتعويض نواقص الأغذية الممكنة للنبتة فانه يتم إضافة أسمدة النيتروجين، وهذا سوف يؤثر على إنتاج الميثان وعلى استهلاكه، مما سيؤدي إلى تأثيرات بيئية غير مرغوبة مثل رشح النترات إلى مياه الابار وانبعاث قوي لغاز الدفيئة (أكسيد النيتروز), وأيضا حسم كمية الميثان المنبعث من خلال استهلاكه عن طريق البكتيريا الهوائية، وتستخدم الاكسجين المتدفق من الساق والجذور إلى التربة وهو نفس الدوران المأخوذ عن خروج الميثان من التربة إلى طبقات الجو.
ان عملية نقل كربون أكثر لسيقان وحبوب أرز(SUSIBA2) ستسمح بتجاوز دورة الميثان ولكن هذا النشاط له احتمالية التأثير على كثرة العمليات المتضمنة للكربون والنترات ونشاط البكتيريا، ومع التطرق لتأثيرات الاستدامة لعملية حصاد الأرز.